# لامویزینخار (بوتان)
لامویزینخار (به لاتین: Lhamoyzingkhar) یک منطقهٔ مسکونی در بوتان (کشور) است که در Sarpang District واقع شده‌است.
 لامویزینخار  ۷۷۸ نفر جمعیت دارد.